# Jiří Lír
Jiří Lír (* 19. Juni 1923 in Pelhřimov, Tschechoslowakei; † 20. August 1995 in Prag, Tschechien) war ein tschechischer   Schauspieler und Maler.

## Leben
Lír hatte viele kleinerer Filmrollen, er war Varieté- und Kabarettist mit ausgeprägtem komödiantischen Talent. Sein ehemaliger Mitschüler aus Pelhřímov war der Schauspieler Lubomír Lipský. Er spielte neben Hauptrollen im Theater, etablierte sich aber auch als Schauspieler für Nebenrollen im Film. Er spielte in 180 Filmen mit. 
Zusammen mit den Brüdern Lubomír und Oldřich Lipský gründete er nach dem Zweiten Weltkrieg das Divadlo satiry, Theater der Satire, wo er viele zukünftige Comedy-Stars des tschechischen Kinos traf. Unter anderem arbeitete er hier auch mit Miloš Kopecký, Stella Zázvorková oder einem anderen bekannten Schauspieler in vielen episodischen Filmrollen mit Karel Effa zusammen.
1951 hatte Lír in dem Film Das Werk eines Lebens seinen ersten Auftritt. 1960 stand er in der Fernsehserie Roboter Emil und Tante Bodzenka erstmals für das Fernsehen vor der Kamera. 1970 erhielt er in der Fernsehserie Fantom operety erstmals eine wiederkehrende Rolle. 1988 war Lír in der Fernsehserie O Kubovi a Stázine zu sehen.
Seine Tochter ist die Schauspielerin Katerina Lírová.

## Filmografie
- 1951: Das Werk eines Lebens (Posel úsvitu)
- 1952: Ein Rebell (Mikoláš Aleš)
- 1957: Großvater Automobil (Dědeček automobil)
- 1957: Der brave Soldat Schwejk in Prag (Dobrý voják Svejk)
- 1959: Dum na Orechovce
- 1960: Prezil jsem svou smrt
- 1960: Roboter Emil und Tante Bodzenka (Robot Emil, Fernsehserie)
- 1961: Der Meisterschütze
- 1961: Jirí Suchý: Marnivá sestrenice
- 1962: O statecné princezne (Fernsehfilm)
- 1962: Ruhe, Ruhe, Ruhe! (Fernsehfilm)
- 1963: Jednicky má papousek (Fernsehfilm)
- 1963: Revue pro banjo (Fernsehfilm)
- 1963: Lucie
- 1964: Limonaden-Joe (Limonádový Joe aneb Koňská opera)
- 1964: Rebellion im Standesamt (Komedie s Klikou)
- 1964: Vysílá studio A (Fernsehserie)
- 1965: If a Thousand Clarinets (Kdyby tisíc klarinetů)
- 1965: Eine schreckliche Frau
- 1965: Bejvávalo (Fernsehserie)
- 1966: Hrdina má strach
- 1966: Wer will Jessie umbringen? (Kdo chce zabít Jessii?)
- 1966: Svatební cesta aneb Jeste ne, Evzene! (Fernsehfilm)
- 1966: Sedm koní a vavríny (Fernsehfilm)
- 1966: Kacafírek (Fernsehfilm)
- 1966: Eliska a její rod (Eliška a její rod, Fernsehserie, Folge 1x01)
- 1967: Martin a devet bláznu
- 1967: Sdruzení roztrzitých (Fernsehfilm)
- 1967: Svatba jako remen (Svatba jako řemen)
- 1967: Tausche Katze gegen Bruder
- 1967: Das Ende des Geheimagenten W4C mit Hilfe des Hundes von Herrn Foutska (Konec agenta W4C prostřednictvím psa pana Foustky)
- 1967: Till Eulenspiegel (Miniserie)
- 1967: Nekoho jsem zastrelil (Fernsehfilm)
- 1967: Dobrodruzstvi Toma Sawyera (Fernsehfilm)
- 1968: Streng geheime Premieren (Přísně tajné premiéry)
- 1968: Kulhavý dábel
- 1968: Klapzubova jedenáctka (Klabzubova jedenáctka, Fernsehserie, Folge 1x10)
- 1968: Alte Kriminalfälle (Hříšní lidé města pražského, Fernsehserie, Folge 1x04)
- 1969: Faráruv konec (Farářův konec)
- 1969: Mörder GmbH (The Assassination Bureau)
- 1969: Der Leichenverbrenner (Spalovač mrtvol)
- 1969: Prehlídce velim já
- 1969: Majestäten und Kavaliere (Slasti Otce vlasti)
- 1969: Lebemänner (Světáci)
- 1969: Souboj (Fernsehfilm)
- 1969: O sesti osklivých princeznách (Fernsehfilm)
- 1969: Den sedmý, osmá noc (Den sedmy: osma noc)
- 1970: Hexenjagd (Kladivo Na Carodejnice)
- 1970: Ich habe Einstein umgebracht (Zabil jsem Einsteina, pánové)
- 1970: Rekviem za rytierov
- 1970: Auf dem Kometen (Na kometě)
- 1970: Lítost (Fernsehfilm)
- 1970: Nejsem chmýrko na bodláku (Fernsehfilm)
- 1970: Fantom operety (Fernsehserie, 3 Folgen)
- 1970: Cert a Káca (Čert a Káča, Fernsehfilm)
- 1971: Mein Herr, Sie sind eine Witwe (Pane, vy jste vdova!)
- 1971: Ta slepicka kropenatá (Fernsehfilm)
- 1971: Die Hochzeiten des Herrn Peter Vok (Svatby pana Voka)
- 1971: Angelika, Kaja und Karlsbader Ponys (Karlovarstí poníci)
- 1971: Vier Morde sind genug, Liebling (Čtyři vraždy stačí, drahoušku)
- 1971: Psi a lidé
- 1971: Pet muzu a jedno srdce
- 1971: Lepsí pán (Fernsehfilm)
- 1971: Konfrontace (Fernsehfilm)
- 1971: Kam slunce nechodí (Fernsehfilm)
- 1971: Am Anfang des Weges
- 1972: Kat nepocká (Fernsehfilm)
- 1972: Slamený klobouk (Slameny klobouk)
- 1972: Pan Tau (Fernsehserie, 2 Folgen)
- 1972: Goldene Hochzeit
- 1972: Das Mädchen auf dem Besenstiel (Dívka na koštěti)
- 1972: Morgiana
- 1972: Moc bez slávy (Fernsehfilm)
- 1972: Hrísníci (Fernsehfilm)
- 1972: Duhový luk (Fernsehserie, 2 Folgen)
- 1972–1984: Bakalári (Fernsehserie, 4 Folgen)
- 1973: Rodeo
- 1973: Aféry mé zeny (Aféry mé ženy)
- 1973: Liebe (Láska)
- 1973: Zlodej kroku (Fernsehfilm)
- 1973: Tri chlapi na cestách (Tři chlapi na cestách)
- 1973: Toulavy Engelbert (Toulavý Engelbert, Fernsehfilm)
- 1973: Obhájce (Miniserie)
- 1973: Nemecké pohádky (Fernsehserie, Folge 1x04)
- 1973: Kdo je kdo (undefined, Fernsehfilm)
- 1973: Hroch
- 1974: 1 + 3 = 4 (Tri Nevinni)
- 1974: Anonyme Anzeige
- 1974: Udolí krásných zab
- 1974: Tod am Mississippi (Fernsehfilm)
- 1974: Eine Nacht auf Karlstein (Noc na Karlštejně)
- 1974: Pavol zasahuje (Miniserie)
- 1974: Hledá se Kurt (Fernsehfilm)
- 1974: Fernsehen in Bublice (Televize v Bublicích aneb Bublice v televizi)
- 1975: Velký oblouk (Fernsehfilm)
- 1975: Wie soll man Dr. Mráček ertränken? oder Das Ende der Wassermänner in Böhmen (Jak utopit dr. Mráčka aneb Konec vodníků v Čechách)
- 1975: Kdyz Praha povstala (Fernsehfilm)
- 1975: Ein Stern steigt auf (Hvězda padá vzhůru)
- 1975: Am Start ist der Delphin (Na startu je delfín)
- 1975: Tri vstupenky na Strahov (Fernsehfilm)
- 1975: Passen wir zusammen, Liebling? (Hodíme se k sobě, miláčku?)
- 1975: Mein Bruder hat einen prima Bruder (Můj brácha má prima bráchu)
- 1975: Dir wird keine Sterbeglocke läuten (Tobě hrana zvonit nebude)
- 1975: So beginnt die Liebe
- 1975: Zwei Welten im Hotel Pazifik (Zaklęte rewiry)
- 1975: Akce v Istanbulu
- 1975: Ein fideles Haus (Chalupáři, Fernsehserie, Folge 1x07)
- 1975: Matka (Fernsehserie)
- 1975: Hudba kolonád
- 1975: Ctrnáctý v rade (Fernsehfilm)
- 1976: Ein Spiegel für Christine
- 1976: Ein Mädchen zum Erschlagen (Holka Na Zabiti)
- 1976: Bourlivé víno (Bouřlivé víno)
- 1976: Zeit der Liebe und der Hoffnung (Cas lásky a nadeje)
- 1976: Marek, reich mir die Feder! (Marečku, podejte mi pero!)
- 1976: Borisek – malý serzhant
- 1976: Morgen legen wir los, Liebling (Zítra to roztočíme, drahoušku…!)
- 1976: Typicky zenská reakce (Fernsehfilm)
- 1976: To byla svatba, strýcku (Fernsehfilm)
- 1976: Kabaret U dobré pohody (Fernsehserie, eine Folge)
- 1976: Hadrián z Rímsu (Fernsehfilm)
- 1977: Paul und Pauline (Konečně si rozumíme)
- 1977: Dum na porící
- 1977: Wie Honza beinahe König geworden wäre (Honza málem králem)
- 1977: Parta hic
- 1977: Morgen werde ich aufwachen und mich mit Tee verbrühen (Zítra vstanu a opařím se čajem)
- 1977: Wie wäre es mit Spinat? (Což takhle dát si špenát)
- 1977: Nás dedek Josef (Náš dědek Josef)
- 1977: Sestapadesát neomluvených hodin
- 1977: Vítezný lid
- 1977: Stipku soli (Miniserie)
- 1977: Na rohu kousek od metra (Fernsehfilm)
- 1978: 'Já to tedy beru, séfe…!' („Já to tedy beru, šéfe…!“)
- 1978: Eine Geschichte von Liebe und Ehre (Příběh lásky a cti)
- 1978: Wie man Dornröschen wachküßt (Jak se budí princezny)
- 1978: Oddechový cas
- 1978: O moravské zemi
- 1978: Stríbrná pila (Stříbrná pila, Fernsehserie)
- 1978: Kdyz kluci drzí basu (Fernsehfilm)
- 1979: Pumpari od Zlaté podkovy
- 1979: Trassa (Трасса)
- 1979: Skandál v Gri-Gri baru
- 1979: Mladý muz a bílá velryba (Mlady Muz A Bila Velryba)
- 1979: Theodor, der Misanthrop (Já uz budu hodný, dedecku!)
- 1979: Prinz und Abendstern (Princ a Vecernice)
- 1979: O chudém královstvícku (Fernsehfilm)
- 1979: Jak se naucit svédsky (Fernsehfilm)
- 1979: Zastretý farebný svet (Fernsehserie, Folge 1x02)
- 1979: Pan Vok odchází
- 1979: Neboztíci na bále (Fernsehfilm)
- 1979: Kozel v kufru (Fernsehfilm)
- 1979: Jablko (Fernsehfilm)
- 1979: Hodinárova svatební cesta korálovým morem (Hodinářova svatební cesta kor.mořem)
- 1980: Cas pracuje pro vraha
- 1980: Die Kriminalfälle des Majors Zeman (Třicet případů majora Zemana, Fernsehserie, Folge 3x08)
- 1980: Causa králík
- 1980: Jagd auf die Katze
- 1980: Julek
- 1980: Liebe zwischen Regentropfen (Lásky mezi kapkami deště)
- 1980: Rukojmí v Bella Vista
- 1980: Luzie, der Schrecken der Straße (Lucie, postrach ulice, Fernsehserie, Folge 1x03)
- 1980: Die Märchenbraut (Arabela, Fernsehserie)
- 1980: Wenn wir erstmal reich sind… (Co je doma, to se pocítá, pánové…)
- 1980: Hadac od Saidovy zahrady (Fernsehfilm)
- 1981: Lauf, Ober, lauf! (Vrchní, prchni)
- 1981: Pozáry a spáleniste
- 1981: Blázni, vodníci a podvodníci
- 1981: Bulldoggen und Kirschen (Buldoci a třešně)
- 1981: Das Geheimnis der Burg in den Karpaten (Tajemstvi hradu v Karpatech)
- 1981: Feuerdrachen (Fernsehserie, Folge 1x01)
- 1981: Zabijacka (Fernsehfilm)
- 1981: Velká sázka o malé pivo (Fernsehfilm)
- 1981: Objednaná vrazda (Fernsehfilm)
- 1981: Kazdému jeho nebe
- 1982: V podstate jsme normální
- 1982: Ein schönes Wochenende (Zelena Vlna)
- 1982: Séfe, to je vec! (Fernsehfilm)
- 1982: Románek za tri krejcary (Fernsehfilm)
- 1982: Príste budeme chytrejsí, starousku! (Příště budeme chytřejší, staroušku!)
- 1982: Dynastie Nováku (Dynasty Novák, Fernsehserie, Folge 1x12)
- 1982: Ctverec mizení (Fernsehfilm)
- 1983: Herzliche Grüsse vom Erdball (Srdečný pozdrav ze zeměkoule)
- 1983: Lieder meines Lebens
- 1983: Takový talent (Fernsehfilm)
- 1984: Amadeus
- 1984: Luzie, der Schrecken der Straße (Lucie, postrach ulice)
- 1984: Der Wunschkindautomat (Bambinot, Miniserie, 6 Folgen)
- 1984: Králi, já mám nápad (Fernsehfilm)
- 1984: Certuv svagr (Fernsehfilm)
- 1984: Bohyne krásy (Fernsehfilm)
- 1985: Der fesche Hubert (Fešák Hubert)
- 1985: Der Zauberrabe Rumburak (Rumburak)
- 1985: Heimat, süße Heimat (Vesničko má středisková)
- 1985: Rozpaky kuchare Svatopluka (Embarrassment Cook Svatopluk, Fernsehserie, 2 Folgen)
- 1985: Prípad Platfus (Fernsehfilm)
- 1985: Podivná práteleství herce Jesenia
- 1985: Hrabe Luxemburg (Fernsehfilm)
- 1986: Zlá krev (Miniserie, 2 Folgen)
- 1986: Spanische Paradontose (Fernsehfilm)
- 1986: Hry po mirne pokrocile (Hry pro mírné pokrocilé)
- 1986: Ahoj sídliste (Miniserie)
- 1987: Zurivý reportér
- 1987: Prinzessin Julia (O princezne Julince)
- 1987: O nejchytrejsí princezne (O nejchytřejší princezně, Fernsehfilm)
- 1987: Muz s maskou (Fernsehfilm)
- 1988: Gagman (Miniserie, 4 Folgen)
- 1988: Andel svádí dábla (Anděl svádí ďábla)
- 1988: O Kubovi a Stázine (Fernsehserie, 13 Folgen, Sprechrolle)
- 1988: Zlatá flétna (Fernsehfilm)
- 1988: Zirkus Humberto (Cirkus Humberto, Fernsehserie, Folge 1x09)
- 1988: Prejdete na druhou stranu (Miniserie, Folge 1x05)
- 1988–1989: Hamster im Nachthemd (Křeček v noční košili, Miniserie, 5 Folgen)
- 1989: Heiße Eisen (Horká kase)
- 1989: Ende der alten Zeiten (Konec starých časů)
- 1989: Roky prelomu (Miniserie, 2 Folgen)
- 1990: Zvonokosy (Fernsehfilm)
- 1990: Veselé príhody z natácení (Veselé příhody z natáčení, Fernsehserie, Folge 1x05)
- 1991: Der letzte Schmetterling (Poslední motýl)
- 1991: Das Schicksal des Freiherrn von Leisenbohg (L’Amour maudit de Leisenbohg, Fernsehfilm)
- 1991: Prager Bettleroper (Zebrácká Opera)
- 1991: Wolfgang A. Mozart
- 1992: V Praze bejvávalo blaze (Miniserie)
- 1992: Sherlock Holmes v pánském klubu aneb Komisar Dreyfus zasahuje (Fernsehfilm)
- 1992: Osvetová prednáska v Suché Vrbici (Fernsehfilm)
- 1992: Náhrdelník (Fernsehserie, Folge 1x04)
- 1993: Kaspar Hauser
- 1993: Die Rückkehr der Märchenbraut (Fernsehserie, 5 Folgen)
- 1993: Pomalé sípy (Miniserie, 6 Folgen)